# Tetramesa szelenyii
Tetramesa szelenyii är en stekelart som beskrevs av Graham 1974. Tetramesa szelenyii ingår i släktet Tetramesa och familjen kragglanssteklar. Inga underarter finns listade i Catalogue of Life.